# Banská Belá
Banská Belá és un poble i municipi d'Eslovàquia que es troba a la regió de Banská Bystrica.

## Història
La primera menció escrita de la vila es remunta al 1228.

## Demografia
| Godina             | 1994 | 2004   | 2014   | 2024   |
| ------------------ | ---- | ------ | ------ | ------ |
| Nombre de persones | 1258 | 1234   | 1208   | 1154   |
| Diferència         |      | −1,90% | −2,10% | −4,47% |

| Godina             | 2023 | 2024   |
| ------------------ | ---- | ------ |
| Nombre de persones | 1159 | 1154   |
| Diferència         |      | −0,43% |